# イェスン・テムル
イェスン・テムル（モンゴル語：ᠶᠢᠰᠦᠨᠲᠡᠮᠦᠷ、Yesün-Temür、漢字：也孫鉄木児、1293年11月28日 - 1328年8月15日）は、モンゴル帝国の第10代カアン（元としては第6代皇帝）。『集史』などのペルシア語表記では ييسون تيمور (Yīsūn Tīmūr) 。漢風の廟号はなく、一般に即位当時の元号を用いて泰定帝と呼ばれる。
伝統的な遊牧生活を重んじる人物であったが、しばしば研究者からは暗愚な人物と評価される。

## 生涯

### 即位前
父のカマラは、世祖クビライの次男のチンキムの長男で、チンキムの死後、祖父によって晋王（ジノン）に封ぜられていたが、クビライの死後に弟のテムルとの間で行われたカアン位継承をめぐる議論に敗れ、帝位から外れた。カマラがテムルに先立って大徳6年（1302年）に没すると、幼い長男のイェスン・テムルが晋王の爵位を継ぎ、北方の防備にあたった。晋王となったイェスン・テムルはモンゴル高原に広大な領土と兵力を有し、モンゴル高原の遊牧民諸部族を代表する立場に置かれた。その後、帝位はテムルとそのすぐ上の兄のダルマバラの子孫の間で推移し、イェスン・テムルはモンゴル高原に駐留してそれに関わることはなかった。
至治3年（1323年）、御史大夫のテクシが英宗シデバラと丞相バイジュの暗殺計画を立てた時、大都の宮廷の重臣に対抗できる権威を持つ人物として、モンゴル高原の遊牧勢力を統率するイェスン・テムルの擁立を図った。テクシの計画が実行に移される前、トール川流域に駐屯していたイェスン・テムルの元にカアン位に就くことを要請するテクシの密使が送られた。イェスン・テムルは密使を拘束してシデバラに計画を知らせようとしたが、計画の発覚を恐れたテクシ達はイェスン・テムルの返答が届く前にシデバラとバイジュを殺害する（南坡の変）。印璽と綬などのカアンの持ち物がイェスン・テムルの元に届けられ、同年9月にイェスン・テムルはケルレン川で即位を宣言し、大赦を発した。
当初イェスン・テムルはテクシ達を重職に就けようと考えていたが、シデバラの暗殺計画に関与していた疑いをかけられることを恐れ、先手を打ってテクシ一党を処刑、追放した。
12月にイェスン・テムルは大都に入城し、翌年初頭に息子のアリギバを皇太子に指名する。先々代のカアンである仁宗アユルバルワダは即位に際して兄のカイシャンの子を帝位に就けることを約していたが、カイシャンの子たちは遠方に流されていたため、イェスン・テムルは容易にカアン位を獲得できた。

### 即位後
治世の初年である泰定元年（1324年）、中国は地震、豪雨、旱魃、蝗害に見舞われる。この年には皆既日食と彗星が観測され、中国人とモンゴル人の間に大きな不安を引き起こした。イェスン・テムルは廷臣に怪異の原因を問い、平章政事張珪はテクシ一派の残党の処罰、多額の財貨を要求する宮廷内の僧侶・道士の追放、冗官の整理、広東での真珠採取の中止を上奏するが、状態は是正する命令は発せられなかった。
元中期の混乱期にあって比較的長い5年の治世を保ったが、致和元年（1328年）7月に上都で崩御した。
イェスン・テムルの死後、まだ幼い皇太子アリギバがカアンに立てられたが、カイシャンの遺児を支持する党派はアリギバの即位に反対して挙兵した。たちまちカアン位をめぐる「天暦の内乱」がおこり、晋王系政権はたちまち崩壊した。突然の死にもかかわらず反対勢力のクーデターが手際よく進められたことから、謀殺を疑う意見もある。
イェスン・テムル死後の政権崩壊により、イェスン・テムルは傍流の皇帝と見なされ、漢風の廟号は諡られなかった。

## 政策
陰謀と軍事力によってカアンの位を得た経緯から、イェスン・テムルは多くの支持者の獲得に努めた。
「中国皇帝」として華南の民衆からの支持を得るため、治世の初期から伝統的な儒教に理解を示していた。しかし、イェスン・テムルの宮廷で要職に就いていたのは士大夫層ではなく、即位前からの側近であるイスラム教徒とモンゴル人貴族だった。左丞相ダウラト・シャーのほか、ウバイドゥッラーとBayancharの2人のイスラム教徒が国政の中枢となり、軍事はムハンマド・シャーとハサン・ホージャが司った。イスラム教徒とは逆に、華南の南人はイェスン・テムルの政府でほとんど影響力を有していなかった。
イェスン・テムルの統治下ではイスラム教徒とキリスト教徒の商人は税の支払いを減免され、彼らはモンゴル人貴族に奢侈品を売り上げて大きな利益を上げた。

## 家族

### 父母
- 父：晋王カマラ
- 母：ブヤンケルミシュ - コンギラト部出身。

### 后妃
- 皇后 バブカン（八不罕） - コンギラト部出身。オルチャル（斡留察児）の娘。天順帝アリギバの母。
- 妃 ピカン（必罕） - コンギラト部出身。マイジュカン（買住罕）の娘。
- 妃 スガダリ（速哥答里） - コンギラト部出身。マイジュカン（買住罕）の娘。

### 子
1. 天順帝 アリギバ
2. 晋王 パドマギャルポ
3. ヨンダン・ジャンボ
4. ソセ

## 元号
- 泰定（1324年 - 1328年旧暦2月）
- 致和（1328年旧暦2月 - 1328年旧暦9月）